# Private Lives
Private Lives (사생활?, SasaenghwalLR) è un drama coreano del 2020.

## Trama
Cha Joo-eun è una donna all'apparenza gentile e innocente, ma in realtà è un'astuta truffatrice, il cui destino si intreccia con quello di Lee Jung-hwan, facoltoso dipendente di una grande multinazionale che sembra nascondere alcuni segreti. Contemporaneamente, anche i truffatori Jung Bok-ki e Kim Jae-wook iniziano a pianificare i loro successivi colpi.